# فرودگاه هاتای
فرودگاه هاتای (به انگلیسی: Hatay Airport) (به زبان بومی: Hatay Havaalanı) یک فرودگاه همگانی با کد یاتا HTY است . این فرودگاه در کشور ترکیه قرار دارد و در ارتفاع ۸ متری از سطح دریا واقع شده‌است.

## شرکت‌های هواپیمایی و مقصدهای پروازی
| شرکت‌های هواپیمایی                  | مقصدهای پروازی                           |
| ---------------------------------- | ---------------------------------------- |
| اطلس گلوبال                        | ارجان                                    |
| فلای‌ناس                            | ملک عبدالعزیز، ملک خالد                  |
| پگاسوس ایرلاینز                    | آنتالیا، صبیحه گوکچن، ارجان، عدنان مندرس |
| ترکیش ایرلاینز                     | آتاترک                                   |
| ترکیش ایرلاینز اجرا توسط آنادولوجت | اسن‌بوغا، صبیحه گوکچن                     |
| وینگز آو لبنان                     | چارتر فصلی: رفیق حریری بیروت             |